# مقاومت آنتی‌بیوتیکی
مقاومت آنتی‌بیوتیکی یا مقاومت به آنتی‌بیوتیک (مقاومت باکتریها به پادزیستها)، یعنی میکروب‌های بیماری‌زا که برای مبارزه با آنان آنتی‌بیوتیک استفاده می‌شوند، با جهش ژنی (موتاسیون) نسبت به این داروها مقاومت پیدا کنند و نسل‌های جدیدی به وجود بیایند که نتوان با آن‌ها مبارزه کرد. این نوع مقاومت به توانایی میکروب‌ها مانند باکتری‌ها، ویروس‌ها، انگل‌ها و قارچ‌ها برای مقاومت در برابر اثرات داروهایی که در ابتدا برای کشتن آن‌ها یا مهار رشد آن‌ها طراحی شده بودند، اشاره دارد. از مهم‌ترین عوامل این نوع مقاومت دارویی، مصرف خودسرانه یا بیش از حد آنتی‌بیوتیک‌ها است.
این پدیده کل جامعه انسانی را به خطر می‌اندازد به طوری که خطر آن را به تروریسم تشبیه کرده‌اند.
مقاومت باکتری‌ها به آنتی‌بیوتیک‌ها یکی از بزرگ‌ترین چالش‌هایی است که سلامت انسان عصر مدرن را تهدید می‌کند. الکساندر فلمینگ پنی سیلین را در سال ۱۹۲۸ به صورت اتفاقی کشف کرد ولی این دارو تا سال‌های دهه ۱۹۵۰ مورد استفاده همگانی قرار نگرفت.
این پدیده تهدید قابل توجهی برای سلامت عمومی جهان است، زیرا باعث کاهش کارآمدی درمان بیماری‌های عفونی می‌شود و آن‌ها را سختتر درمان می‌کند. در دهه‌های اخیر مصرف آنتی‌بیوتیک علاوه بر پزشکی در کشاورزی هم افزایش چشمگیری داشته و آنتی‌بیوتیک‌ها در دامداری، پرورش مرغ و طیور، پرورش ماهی و آبزیان، تولید محصولات کشاورزی و در باغهای میوه استفاده می‌شود، بنابراین مقاومت به آنتی‌بیوتیک، کشاورزی و محیط زیست را هم تحت تأثیر قرار می‌دهد.
توانایی میکروب‌ها در تغییر تنها دلیل مقاومت به آنتی‌بیوتیک نیست. از سال ۱۹۸۷ هیچ رده آنتی‌بیوتیک تازه‌ای تولید نشده و در خط تولید شرکت‌های داروسازی بزرگ تقریباً هیچ آنتی‌بیوتیک تازه‌ای نیست. برای تولید آنتی‌بیوتیک جدید، انگیزه اقتصادی کافی وجود ندارد چرا که آنتی‌بیوتیک‌ها فقط در صورت لزوم برای یک یا دو هفته مصرف می‌شوند و به دلیل خطر مقاومت میکروب‌ها، مدت استفاده از آن‌ها محدود است، درحالی‌که داروهایی مثل داروی فشار خون یا داروی کاهنده قند برای تمام عمر مصرف می‌شوند.
یکی از آنتی‌بیوتیک‌های بسیار قوی که تأثیرگذاری آن به شدت کاهش یافته، کارباپنم است که در مراحل پیشرفته درمان بیماری‌های ناشی از باکتری کلبسیلا پنومونیه کاربرد دارد. این باکتری منجر به بروز آلودگی خون، ذات الریه و عفونتهای مختلف در نوزادان می‌شود. از سوی دیگر، در حالی که در دهه ۱۹۸۰ میلادی مقاومت دارویی نسبت به درمان آلودگی مجاری ادراری به باکتری ای کولای تقریباً وجود نداشت، این روزها تجویز آنتی‌بیوتیک برای درمان این عارضه در نیمی از موارد بی‌تاثیر است.
در سال ۲۰۱۴ سازمان بهداشت جهانی از مقاومت دارویی در برابر آنتی‌بیوتیک‌ها به عنوان یک «تهدید بزرگ جهانی» نام برد. این سازمان با بررسی آمار مربوط به ۱۱۴ کشور، از افزایش مقاومت دارویی در همه نقاط جهان خبر داد. این نهاد وابسته به سازمان ملل متحد، روز ۳۰ آوریل ۲۰۱۴ با انتشار گزارشی اعلام کرد جهان وارد دوره «پسا آنتی‌بیوتیک» شده است؛ دوره‌ای که عفونت‌های ساده‌ای که برای سالیان طولانی قابل درمان بودند، کشنده شده‌اند. به گزارش سازمان بهداشت جهانی، سوزاک نیز از بیماری‌هایی است که در کشورهایی مانند بریتانیا، کانادا، استرالیا، اتریش، فرانسه، ژاپن، نروژ، آفریقای جنوبی، اسلوونی و سوئد نسبت به آنتی‌بیوتیک‌های قوی مقاومت نشان داده است.
ایران یکی از کشورهایی است که با تجویز بیش از اندازه این داروها روبروست و مصرف آنتی‌بیوتیک در این کشور تقریباً برابر با کل مصرف آن در اروپاست. بر این اساس، مصرف آنتی‌بیوتیک در ایران ۱۶ برابر استاندارد جهانی است.
آنتی‌بیوتیک‌ها برای درمان عفونت‌های باکتریایی استفاده می‌شود، اما برای عفونت‌های ویروسی مثل سرماخوردگی، گلو درد، و آنفلوانزا مناسب نیستند. استفاده هوشمندانه از آنتی‌بیوتیک کلید کنترل گسترش مقاومت آنتی‌بیوتیکی است.
مقاومت به آنتی‌بیوتیک‌ها هنگامی رخ می‌دهد که میکروارگانیسم‌ها تغییرات ژنتیکی را تجربه کنند یا ژن‌های مقاوم را از سایر میکروارگانیسم‌های مقاوم بدست آورند. سوءاستفاده و بیش‌برآورد در استفاده از داروهای آنتی‌بیوتیکی در انسان‌ها، حیوانات و کشاورزی عوامل اصلی در توسعه و گسترش این مقاومت است.
مقاومت به آنتی‌بیوتیک‌ها می‌تواند در مواقعی رخ دهد که آنتی‌بیوتیک‌ها به‌طور ناشایست تجویز شوند یا وقتی بیماران درمان خود را به صورت کامل پایان ندهند که این امر باعث می‌شود باکتری‌های بازمانده از خود مقاومت نشان دهند.
پیامدهای مقاومت به آنتی‌بیوتیک‌ها گسترده است. می‌تواند به بروز بیماری‌های طولانی‌تر و شدیدتر، افزایش نرخ مرگ و میر و هزینه‌های بهداشتی بالاتر منجر شود. عفونت‌هایی که قبلاً به راحتی قابل درمان بودند، ممکن است غیرقابل درمان شوند و تهدید جدی برای جمعیّت‌های آسیب‌پذیر مانند نوزادان، سالمندان و افرادی با سیستم ایمنی ضعیف به وجود آورد. علاوه بر این، مقاومت به آنتی‌بیوتیک‌ها پیامدهای اقتصادی قابل‌توجهی نیز دارد، زیرا ممکن است افزایش مدت بستری در بیمارستان، کاهش بهره‌وری و افزایش بار بر سیستم‌های بهداشتی شود.
تلاش‌ها برای مقابله با مقاومت به آنتی‌بیوتیک‌ها شامل ترویج استفاده مناسب از داروهای آنتی‌بیوتیکی، توسعه ابزارها و درمان‌های تشخیصی جدید و اجرای تدابیر پیشگیری و کنترل عفونت است. برای کارشناسان بهداشت، سیاست‌گذاران و عموم مردم، درک اهمیت استفاده مسئولانه از آنتی‌بیوتیک‌ها و نیاز به سامانه‌های نظارت مؤثر بر الگوهای مقاومت ضروری است.
نکات کلیدی در مورد مقاومت آنتی‌بیوتیکی:
1. داروهای آنتی‌بیوتیک نمی‌توانند باکتری‌های مقاوم شده را از بین ببرند.
2. باکتری‌های جهش یافته و مقاوم در برابر آنتی‌بیوتیک‌ها می‌توانند منجر به عفونت شوند.
3. اگر عفونتی دارید که به آنتی‌بیوتیک مقاوم شده است، ممکن است مراقبت‌های بهداشتی اولیه که میکروارگانیسم به آنتی‌بیوتیک مقاوم نشده بود، دیگر برای شما گزینه درمانی مناسبی نباشد و شما به معاینه مجدد پزشک نیازمند باشید.
4. مصرف آنتی‌بیوتیک‌های غیر ضروری و به صورت خودسر باعث رشد باکتری‌های مقاوم می‌شود.
5. رعایت بهداشت به جلوگیری از گسترش عفونت‌هایی که به آنتی‌بیوتیک‌ها مقاوم هستند، کمک می‌کند.

درمان برای این نوع عفونت‌ها ممکن است متفاوت باشد. پزشک شما ممکن است داروی ضدباکتری دیگری داشته باشد که قادر به مبارزه با عفونت است. اما باید توجه داشت که این گزینه جایگزین ممکن است دارای مشکل خاصی باشد. ممکن است عوارض جانبی بیشتری داشته باشد یا خطر افزایش مقاومت را یه همراه داشته باشد. در چنین موردی، پزشک شما ممکن است گزینهٔ دیگری نداشته باشد.
مقاومت به آنتی‌بیوتیک‌ها یک مسئله جهانی است که نیازمند تلاش همکارانه از همه بخش‌های جامعه است. با افزایش آگاهی، بهبود نظارت و پیاده‌سازی استراتژی‌های مؤثر، می‌توانیم تأثیر مقاومت ضد میکروبی را کاهش داده و اطمینان حاصل کنیم که  آنتی‌بیوتیک‌های فعلی ما در درمان بیماری‌های عفونی کارآمد باقی می‌مانند.
هوش مصنوعی (AI) شاخه‌ای از علوم و مهندسی است که بر تفهم محاسباتی رفتار هوشمندانه تمرکز دارد. بسیاری از حرفه‌های انسانی، از جمله تشخیص و پیش‌بینی بالینی، از هوش مصنوعی (AI) به طرز چشمگیری بهره‌مند هستند. مقاومت به آنتی‌بیوتیک‌ها در میان چالش‌های بحرانی کشور پاکستان و بقیه جهان قرار دارد. افزایش رخداد مقاومت به آنتی‌بیوتیک‌ها به یک مسئله قابل توجه تبدیل شده است و مقامات باید تدابیری را برای مقابله با استفاده بیش از حد و نادرست از آنتی‌بیوتیک‌ها اتخاذ کنند تا نرخ مقاومت را کاهش دهند. استفاده گسترده از آنتی‌بیوتیک‌ها در عمل کلینیکی نه تنها منجر به مقاومت دارویی شده است، بلکه تهدید ظهور باکتری‌های مقاوم به آنتی‌بیوتیک را نیز افزایش داده است. با افزایش مقاومت به آنتی‌بیوتیک‌ها، پزشکان دچار مشکلات بیشتری در درمان عفونت‌های باکتریایی به موقع می‌شوند و درمان برای بیماران به‌طور غیرقابل قبولی گران می‌شود. برای مقابله با افزایش نرخ مقاومت به آنتی‌بیوتیک‌ها، اجرای یک برنامه مدیریت آنتی‌بیوتیک سازمانی که استفاده صحیح از آنتی‌بیوتیک را نظارت کند، آنتی‌بیوتیک‌ها را کنترل کند و آنتی‌بیوگرام تولید کند، حائز اهمیت است. علاوه بر این، این نوع ابزارها ممکن است در درمان بیماران در صورت وقوع اورژانس پزشکی که پزشک قادر به انتظار نتایج کشت باکتری نباشد، به درمان کمک کنند. کاربردهای هوش مصنوعی (AI) در حوزه بهداشت ممکن است بی‌نهایت باشد؛ زمان لازم برای کشف داروهای ضدمیکروبی جدید را کاهش دهد، دقت تشخیص و درمان را بهبود بخشد و همزمان هزینه‌ها را کاهش دهد. اکثر راهکارهای پیشنهادی هوش مصنوعی (AI) برای مقاومت به آنتی‌بیوتیک‌ها به منظور تکمیل و نه جایگزینی نسخه یا نظر پزشک طراحی شده‌اند، بلکه به عنوان یک ابزار ارزشمند برای تسهیل کار آن‌ها عمل می‌کنند. در مواجهه با بیماری‌های عفونی، هوش مصنوعی (AI) قابلیت تغییربخش در مبارزه با مقاومت ضدآنتی‌بیوتیک را دارد. در نهایت، در انتخاب درمان آنتی‌بیوتیکی برای عفونت‌ها، داده‌های برنامه‌های مدیریت آنتی‌بیوتیک محلی برای اطمینان از درمان سریع و مؤثر این باکتری‌ها حائز اهمیت است.
یادگیری ماشین (ML) زیرشاخه‌ای از هوش مصنوعی است که بر روی توسعه الگوریتم‌هایی تمرکز دارد که با استفاده از مجموعه‌های بزرگی از متغیرهای پیش‌بینی کننده، که به‌طور معمول به صورت دستی انتخاب نشده و به حداقل کاهش یافته‌اند، به‌طور دقیق پیش‌بینی متغیرهای نتیجه را یادمی‌گیرند. مدل‌ها با استفاده از مجموعه داده‌های آموزش پارامتری شده و سپس در مجموعه داده آزمایشی کاربرد داده می‌شوند که عملکرد پیش‌بینی بر روی آن ارزیابی می‌شود. استفاده از الگوریتم‌های یادگیری ماشین برای مسئله مقاومت به آنتی‌بیوتیک‌ها در ۵ سال گذشته به دلیل رشد نمایی داده‌های تجربی و بالینی، سرمایه‌گذاری سنگین در ظرفیت محاسباتی، بهبود عملکرد الگوریتم و فشار زیاد برای رویکردهای نوآورانه در کاهش بار بیماری، علاقه‌مندی روزافزون جلب کرده است. در اینجا، ما وضعیت کنونی تحقیقات در تلاقی یادگیری ماشین و مقاومت به آنتی‌بیوتیک‌ها را با تأکید بر سه حوزه کار بررسی می‌کنیم. اولین حوزه پیش‌بینی مقاومت به آنتی‌بیوتیک‌ها با استفاده از داده‌های ژنومی است. دومین حوزه استفاده از یادگیری ماشین برای به دست آوردن درک از عملکردهای سلولی که توسط آنتی‌بیوتیک‌ها مختل می‌شوند است که پایه‌ای برای درک مکانیسم اثر و توسعه ضدعفونی‌کننده‌های نوآورانه است. حوزه سوم بر روی کاربرد یادگیری ماشین برای مدیریت استفاده از ضدمیکروبی با استخراج داده از سوابق پزشکی الکترونیک تمرکز دارد. اگرچه استفاده از یادگیری ماشین برای درک، تشخیص، درمان و پیشگیری از مقاومت به آنتی‌بیوتیک‌ها هنوز در مراحل اولیه خود قرار دارد، اما رشد پایدار داده‌ها و علاقه به این موضوع نشان می‌دهد که آن به عنوان یک ابزار مهم برای برنامه‌های تحقیقاتی ترجمه شده در آینده خواهد بود.

#### تأثیر میکروگرانش بر بیماری‌زایی، مقاومت آنتی‌بیوتیکی و بیان ژن در میکروارگانیسم‌های مفید و بیماری‌زا
در طول ماموریت‌های فضایی، تأثیر شرایط فضایی (هم ریزگرانش و هم تشعشع) بر جنبه‌های فیزیولوژیکی و متابولیک میکروبیوتای بدن فضانوردان باید در نظر گرفته شود. تغییرات به مدت زمان مأموریت، انواع موجودات و اکولوژی بستگی دارد. تغییرات گزارش شده مربوط به تغییرات مورفولوژی، رشد، بیان ژن و فیزیولوژی سلول‌ها است که منجر به افزایش حدت، اسید، مقاومت آنتی‌بیوتیکی، تشکیل بیوفیلم، متابولیسم ثانویه و جهش‌های میکروبی می‌شود. بر این اساس، تحقیقات اخیر تأثیرات ریزگرانش شبیه‌سازی شده را بر فیزیولوژی انسان و ویژگی‌های باکتریایی نشان می‌دهد. این مقاله جنبه‌های ریزگرانش را بر روی تغییرات میکروبیوتا از جمله حدت، مقاومت آنتی‌بیوتیکی و بیان ژن بررسی کرده است. میکروگرانش می‌تواند انسان را تضعیف کند و بر بیماری‌زایی باکتری تأثیر بگذارد.